# Momcził Cwetanow
Momcził Cwetanow (ur. 12 marca 1990 roku w Plewenie) – bułgarski piłkarz, występujący na pozycji lewego pomocnika lub napastnika.

## Kariera klubowa
Jest wychowankiem Spartaka Plewen, w którego barwach grał - w wieku siedemnastu lat - na boiskach bułgarskiej II ligi. Udane występy zaowocowały na początku 2008 roku propozycją transferu do Liteksu Łowecz. Jako zawodnik tego klubu zadebiutował w I lidze: 1 marca 2008 roku w zremisowanym bezbramkowo spotkaniu z CSKA Sofia. W 2014 przeszedł do Botewu Płowdiw. W sezonie 2015/2016 grał w CSKA Sofia, a w 2016 przeszedł do klubu Wereja Stara Zagora. Jesienią 2017 grał w Stali Mielec. W 2018 trafił do Sławii Sofia.
Od 2007 roku jest reprezentantem kraju: razem z drużyną U-19 brał udział w nieudanych (trzy porażki: 0:1, 0:3 i 0:4) mistrzostwach Europy 2008. Od 2008 roku występuje w barwach reprezentacji U-21.

## Sukcesy piłkarskie
- mistrzostwo Bułgarii 2010 oraz Puchar Bułgarii 2008 i 2009 z Liteksem